# Christopher Walken
Ronald Walken (n. 31 martie 1943, Astoria⁠(d), Queens, New York, SUA), cunoscut profesional ca Christopher Walken, este un actor, scenarist și regizor american. A obținut Premiul Oscar pentru cel mai bun actor în rol secundar în anul 1978.

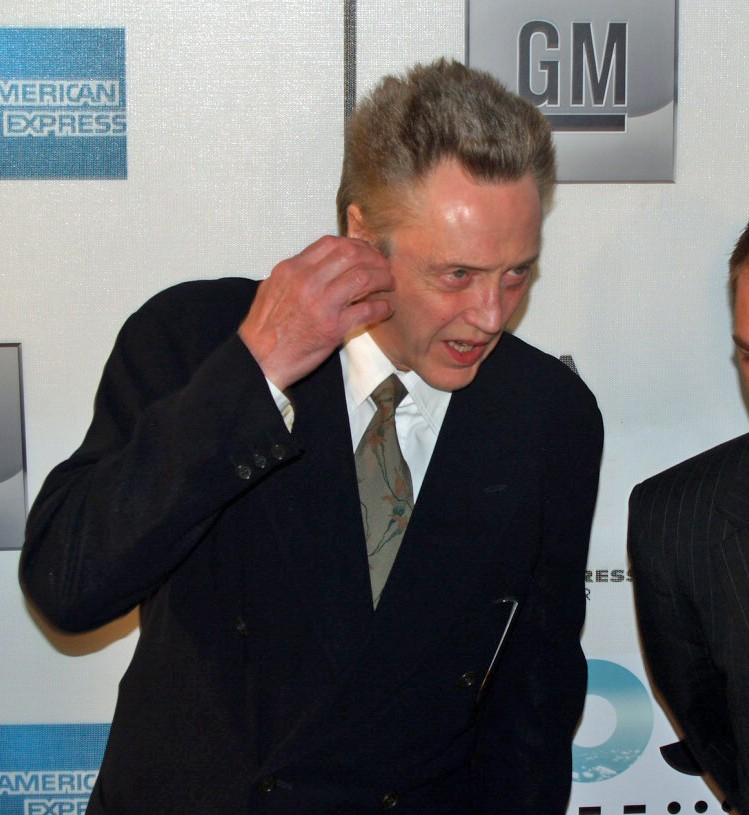
Christopher Walken

## Filmografie
| An   | Film                                    | Rol                                        | Regizor              | Note           |
| ---- | --------------------------------------- | ------------------------------------------ | -------------------- | -------------- |
| 1966 | Barefoot in Athens                      | Lamprocles                                 | George Schaefer      |                |
| 1969 | The Three Musketeers                    | John Felton                                |                      |                |
| 1969 | Me and My Brother                       | The Director                               | Robert Frank         |                |
| 1971 | The Anderson Tapes                      | The Kid                                    | Sidney Lumet         |                |
| 1972 | The Happiness Cage                      | Pvt. James H. Reese                        | Bernard Girard       |                |
| 1975 | Valley Forge                            | The Hessian                                | Fielder Cook         |                |
| 1976 | Next Stop, Greenwich Village            | Robert                                     | Paul Mazursky        |                |
| 1977 | The Sentinel                            | Det. Rizzo                                 | Michael Winner       |                |
| 1977 | Annie Hall                              | Duane Hall                                 | Woody Allen          |                |
| 1977 | Roseland                                | Russel (The Hustle)                        | James Ivory          |                |
| 1978 | Shoot the Sun Down                      | Mr. Rainbow                                | David Leeds          |                |
| 1978 | The Deer Hunter                         | Nikanor "Nick" Chevotarevich               | Michael Cimino       |                |
| 1979 | Last Embrace                            | Eckart                                     | Jonathan Demme       |                |
| 1980 | Heaven's Gate                           | Nathan D. Champion                         | Michael Cimino       |                |
| 1981 | The Dogs of War                         | James "Jamie" Shannon                      | John Irvin           |                |
| 1981 | Pennies from Heaven                     | Tom                                        | Herbert Ross         |                |
| 1983 | Who Am I This Time?                     | Harry Nash                                 | Jonathan Demme       |                |
| 1983 | Brainstorm                              | Dr. Michael Anthony Brace                  | Douglas Trumbull     |                |
| 1983 | The Dead Zone                           | Johnny Smith                               | David Cronenberg     |                |
| 1985 | A View to a Kill                        | Max Zorin                                  | John Glen            |                |
| 1986 | At Close Range                          | Brad Whitewood Sr.                         | James Foley          |                |
| 1987 | Deadline                                | Don Stevens                                | Nathaniel Gutman     |                |
| 1988 | The Milagro Beanfield War               | Kyril Montana                              | Robert Redford       |                |
| 1988 | Biloxi Blues                            | Sgt. Merwin J. Toomey                      | Mike Nichols         |                |
| 1988 | Puss in Boots                           | Puss                                       | Eugene Marner        |                |
| 1988 | Homeboy                                 | Wesley Pendergass                          | Michael Seresin      |                |
| 1989 | Communion                               | Louis Whitley Strieber                     | Philippe Mora        |                |
| 1990 | King of New York                        | Frank White                                | Abel Ferrara         |                |
| 1990 | The Comfort of Strangers                | Robert                                     | Paul Schrader        |                |
| 1991 | Sarah, Plain and Tall                   | Jacob Witting                              | Glenn Jordan         |                |
| 1991 | McBain                                  | Bobby McBain                               | James Glickenhaus    |                |
| 1992 | Mistress                                | Warren Zell                                | Barry Primus         |                |
| 1992 | Batman Returns                          | Max Shreck                                 | Tim Burton           |                |
| 1992 | Day of Atonement                        | Pasco Meisner                              | Alexandre Arcady     |                |
| 1992 | All-American Murder                     | P.J. Decker                                | Anson Williams       |                |
| 1993 | Scam                                    | Jack Shanks                                | John Flynn           |                |
| 1993 | Skylark                                 | Jacob Witting                              | Glenn Jordan         |                |
| 1993 | True Romance                            | Vincenzo Coccotti                          | Tony Scott           |                |
| 1993 | Wayne's World 2                         | Robert C. "Bobby" Cahn                     | Stephen Surjik       |                |
| 1994 | A Business Affair                       | Vanni Corso                                | Charlotte Brandstrom |                |
| 1994 | Pulp Fiction                            | Captain Koons                              | Quentin Tarantino    |                |
| 1995 | Nick of Time                            | Mr. Smith                                  | John Badham          |                |
| 1995 | The Prophecy                            | Gabriel                                    | Gregory Widen        |                |
| 1995 | The Addiction                           | Peina                                      | Abel Ferrara         |                |
| 1995 | Things to Do in Denver When You're Dead | The Man with the Plan                      | Gary Fleder          |                |
| 1995 | Search and Destroy                      | Kim Ulander                                | David Salle          |                |
| 1995 | Wild Side                               | Bruno Buckingham                           | Donald Cammell       |                |
| 1996 | Last Man Standing                       | Hickey                                     | Walter Hill          |                |
| 1996 | Celluloide                              | US Officer Rod Geiger                      | Carlo Lizzani        |                |
| 1996 | Basquiat                                | The Interviewer                            | Julian Schnabel      |                |
| 1996 | The Funeral                             | Raimundo Tempio                            | Abel Ferrara         |                |
| 1997 | Excess Baggage                          | Raymond "Ray" Perkins                      | Marco Brambilla      |                |
| 1997 | Suicide Kings                           | Carlo Bartolucci/Charlie Barret            | Peter O'Fallon       |                |
| 1997 | MouseHunt                               | Caeser, the Exterminator                   | Gore Verbinski       |                |
| 1997 | Touch                                   | Bill Hill                                  | Paul Schrader        |                |
| 1998 | The Prophecy II                         | Gabriel                                    | Greg Spence          |                |
| 1998 | Illuminata                              | Umberto Bevalaqua                          | John Turturro        |                |
| 1998 | New Rose Hotel                          | Fox                                        | Abel Ferrara         |                |
| 1998 | Trance                                  | Uncle Bill Ferriter                        | Michael Almereyda    |                |
| 1998 | Antz                                    | Col. Cutter (voice)                        | Eric Darnell         |                |
| 1999 | Sleepy Hollow                           | Hessian Horseman                           | Tim Burton           |                |
| 1999 | Kiss Toledo Goodbye                     | Max                                        | Lyndon Chubbuck      |                |
| 1999 | Sarah, Plain and Tall: Winter's End     | Jacob Witting                              | Glenn Jordan         |                |
| 1999 | Vendetta                                | James Houston                              | Nicholas Meyer       |                |
| 1999 | Blast from the Past                     | Calvin Webber                              | Hugh Wilson          |                |
| 2000 | The Prophecy 3: The Ascent              | Gabriel                                    | Patrick Lussier      |                |
| 2000 | The Opportunists                        | Victor "Vic" Kelly                         | Myles Connell        |                |
| 2001 | Joe Dirt                                | Gert B. "Clem" Frobe/ Anthony Benandetti   | Dennie Gordon        |                |
| 2001 | The Affair of the Necklace              | Alessandro Cagliostro                      | Charles Shyer        |                |
| 2001 | America's Sweethearts                   | Hal Weidmann                               | Joe Roth             |                |
| 2001 | Scotland, Pa.                           | Lieutenant McDuff                          | Billy Morrissette    |                |
| 2001 | Popcorn Shrimp                          | Writer, director                           | Christopher Walken   |                |
| 2001 | Jungle Juice                            | Roy                                        | Tony Vitale          |                |
| 2002 | Catch Me if You Can                     | Frank William Abagnale Sr.                 | Steven Spielberg     |                |
| 2002 | Plots with a View                       | Frank Featherbed                           | Nick Hurran          |                |
| 2002 | Engine Trouble                          | Rusty (voice)                              | Brad Barnes          |                |
| 2002 | Poolhall Junkies                        | Uncle Mike Flynn                           | Mars Callahan        |                |
| 2002 | Julius Caesar                           | Cato the Younger                           | Uli Edel             |                |
| 2002 | The Country Bears                       | Reed Thimple                               | Peter Hastings       |                |
| 2003 | Kangaroo Jack                           | Salvatore "Sal" Maggio                     | David McNally        |                |
| 2003 | The Rundown                             | Cornelius Hatcher                          | Peter Berg           |                |
| 2003 | Gigli                                   | Det. Stanley Jacobellis                    | Martin Brest         |                |
| 2004 | Envy                                    | J-Man                                      | Barry Levinson       |                |
| 2004 | The Stepford Wives                      | Mike Wellington                            | Frank Oz             |                |
| 2004 | Around the Bend                         | Turner Lair                                | Jordan Roberts       |                |
| 2004 | Man on Fire                             | Paul Rayburn                               | Tony Scott           |                |
| 2005 | Wedding Crashers                        | William Cleary                             | David Dobkin         |                |
| 2005 | Domino                                  | Mark Heiss                                 | Tony Scott           |                |
| 2005 | Romance and Cigarettes                  | Cousin Bo                                  | John Turturro        |                |
| 2006 | Click                                   | Morty                                      | Frank Coraci         |                |
| 2006 | Man of the Year                         | Jack Menkan                                | Barry Levinson       |                |
| 2006 | Fade to Black                           | Brewster                                   | Oliver Parker        |                |
| 2007 | Hairspray                               | Wilbur Turnblad                            | Adam Shankman        |                |
| 2007 | Balls of Fury                           | Feng                                       | Robert Ben Garant    |                |
| 2008 | Evil Calls: The Raven                   | Raven (voice)                              | Richard Driscoll     |                |
| 2008 | Five Dollars a Day                      | Nat Parker                                 | Nigel Cole           |                |
| 2009 | The Maiden Heist                        | Roger Barlow                               | Peter Hewitt         |                |
| 2010 | Life's a Beach                          | Roy Callahan                               | Tony Vitale          | [ 8 ]          |
| 2011 | Kill the Irishman                       | Shondor Birns                              | Jonathan Hensleigh   | [ 9 ]          |
| 2011 | Dark Horse                              | Jackie                                     | Todd Solondz         |                |
| 2012 | Seven Psychopaths                       | Hans                                       | Martin McDonagh      | [ 10 ]         |
| 2012 | A Late Quartet                          | Peter Mitchell                             | Yaron Zilberman      | [ 11 ]         |
| 2012 | Stand Up Guys                           | Doc                                        | Fisher Stevens       | [ 12 ]         |
| 2013 | The Power of Few                        | Doke                                       | Leone Marucci        | [ 13 ]         |
| 2013 | Gods Behaving Badly                     | Zeus                                       | Marc Turtletaub      | [ 14 ]         |
| 2014 | Jersey Boys                             | Gyp DeCarlo                                | Clint Eastwood       | [ 15 ]         |
| 2014 | Turks & Caicos                          | Curtis Pelissier                           | David Hare           | [ 16 ]         |
| 2015 | One More Time                           | Paul                                       | Robert Edwards       | [ 17 ]         |
| 2015 | The Family Fang                         | Caleb Fang                                 | Jason Bateman        | [ 18 ]         |
| 2015 | Joe Dirt 2: Beautiful Loser             | Anthony Benedetti/Clem Doore/Gert B. Frobe | Fred Wolf            | [ 19 ]         |
| 2016 | Eddie the Eagle                         | Warren Sharp                               | Dexter Fletcher      | [ 20 ]         |
| 2016 | The Jungle Book                         | King Louie (voice)                         | Jon Favreau          | [ 21 ]         |
| 2016 | Nine Lives                              | Felix Perkins                              | Barry Sonnenfeld     | [ 20 ]         |
| 2017 | Father Figures                          | Dr. Tinkler                                | Lawrence Sher        |                |
| 2018 | Un tataie de coșmar                     | Jerry                                      | Tim Hill             |                |
| 2018 | Irreplaceable You                       | Myron                                      | Stephanie Laing      | [ 22 ]         |
| 2019 | The Jesus Rolls                         | The Warden                                 | John Turturro        |                |
| 2020 | The War with Grandpa                    | Jerry                                      | Tim Hill             |                |
| 2020 | Percy                                   | Percy Schmeiser                            | Clark Johnson        |                |
| 2020 | Wild Mountain Thyme                     | Tony Reilly                                | John Patrick Shanley |                |
| 2024 | Dune: Partea II                         | Shaddam IV                                 | Denis Villeneuve     |                |
| TBA  | That's Amore!                           |                                            | Nick Vallelonga      | Post-producție |